# Тіг (Техас)
Тіг (англ. Teague) — місто (англ. city) в США, в окрузі Фристоун штату Техас. Населення — 3384 особи (2020).

## Географія
Тіг розташований за координатами 31°37′46″ пн. ш. 96°16′51″ зх. д. / 31.62944° пн. ш. 96.28083° зх. д. (31.629487, -96.280818).  За даними Бюро перепису населення США в 2010 році місто мало площу 13,58 км², з яких 13,08 км² — суходіл та 0,50 км² — водойми.

## Демографія
Згідно з переписом 2010 року, у місті мешкало 3560 осіб у 1354 домогосподарствах у складі 913 родин. Густота населення становила 262 особи/км².  Було 1583 помешкання (117/км²).
Расовий склад населення:
| - 66,7 % — білих - 19,0 % — чорних або афроамериканців - 0,9 % — корінних американців - 0,2 % — азіатів - 10,4 % — осіб інших рас |

До двох чи більше рас належало 2,8 %. Частка іспаномовних становила 20,1 % від усіх жителів.
За віковим діапазоном населення розподілялося таким чином: 29,5 % — особи молодші 18 років, 56,5 % — особи у віці 18—64 років, 14,0 % — особи у віці 65 років та старші. Медіана віку мешканця становила 33,7 року. На 100 осіб жіночої статі у місті припадало 94,3 чоловіків;  на 100 жінок у віці від 18 років та старших — 87,8 чоловіків також старших 18 років.
Середній дохід на одне домашнє господарство  становив 61 391 долар США (медіана — 45 484), а середній дохід на одну сім'ю — 72 346 доларів (медіана — 48 816). Медіана доходів становила 45 809 доларів для чоловіків та 33 734 долари для жінок. За межею бідності перебувало 18,7 % осіб, у тому числі 30,9 % дітей у віці до 18 років та 3,7 % осіб у віці 65 років та старших.
Цивільне працевлаштоване населення становило 1434 особи. Основні галузі зайнятості: освіта, охорона здоров'я та соціальна допомога — 28,2 %, будівництво — 13,6 %, виробництво — 9,8 %, транспорт — 9,3 %.